# Barbie w Dziadku do orzechów
Barbie w Dziadku do orzechów (ang. Barbie in the Nutcracker) – amerykański film animowany z 2001 roku w reżyserii Owena Hurleya. Jest to pierwszy film z serii filmów z Barbie w roli głównej, wykonanych w technice komputerowej animacji. Film jest luźną adaptacją powieści E.T.A. Hoffmanna Dziadek do orzechów.

## Fabuła
Film opowiada o młodej dziewczynie Klarze (w jej roli występuje Barbie). Klara, spędzając Boże Narodzenie u dziadka, dostaje pod choinkę od swojej ciotki figurkę Dziadka do orzechów. Ciocia opowiada Klarze historię z nim związaną. Kiedy Klara zasypia, Dziadek do orzechów ożywa, pojawia się też armia złego Mysiego króla, który usiłuje zniszczyć Dziadka do orzechów i Klarę. Klara i Dziadek krzyżują jednak plany Mysiemu Królowi, ale Klara zostaje zmniejszona do wielkości Dziadka do orzechów. Tak, więc by odwrócić czar rzucony na Klarę i na Dziadka do orzechów ruszają w podróż by odnaleźć Cukrową Księżniczkę, która może odwrócić zły czar. W trakcie podróży Klara zakochuje się w Dziadku do orzechów. W trakcie walki zostaje on pokonany, ale Klara całuje go i zdejmuje z niego czar. Okazuje się, że to przez cały czas był książę Eryk.

## Wersja polska
- Beata Wyrąbkiewicz – Klara
- Jacek Kopczyński – Dziadek do orzechów; Książę Eryk